# Ignacy Brunner
Ignacy Brunner (ur. 5 marca 1813, zm. 17 sierpnia 1878) – polski lekarz ginekolog żydowskiego pochodzenia.

## Życiorys
Urodził się w rodzinie żydowskiej jako syn kupca Jakuba Salomona Brunnera (1782–1847) i Teresy Meyer (1784–1855). Ukończył studia medyczne i położnicze na Uniwersytecie Berlińskim. Powrócił do Warszawy gdzie objął w 1846 stanowisko pomocnika lekarza powiatu warszawskiego. W 1854 został akuszerem przy urzędzie lekarskim Warszawy. W kilkanaście lat później, to jest w 1873 objął stanowiska lekarza miejskiego, lekarza lazaretów więziennych i lekarza komitetu policyjno-lekarskiego.
Poślubił Wilhelminę Kohen, z którą miał siedmioro dzieci: Mikołaja Ludwika lekarza, Paulinę Julię (1841–1917), Stefanię (1843–1925), Kazimierza (1846–1848), Natalię (ur. 1847), Józefa Waleriana (1849–1851) i Wandę Amelię Luizę (ur. 1853).
Pochowany na Cmentarzu Ewangelicko Augsburskim w Warszawie.